# Charles Paul Gruppé

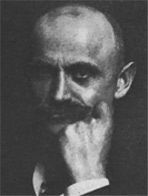
Charles Paul Gruppé

Charles Paul Gruppé, geboren Gruppe (Picton, 3 september 1860 – Rockport, 30 september 1940) was een Amerikaans kunstschilder. Hij schilderde twintig jaar lang in Nederland, te midden van schilders uit de Haagse School.

## Leven en werk
Gruppe werd geboren in Canada en emigreerde na de dood van zijn vader met zijn familie naar Rochester, New York, waar hij opgroeide. Hij werkte in een teken- en schilderswinkel. Met de ambitie om kunstschilder te worden reisde hij op 21-jarige leeftijd naar Europa.

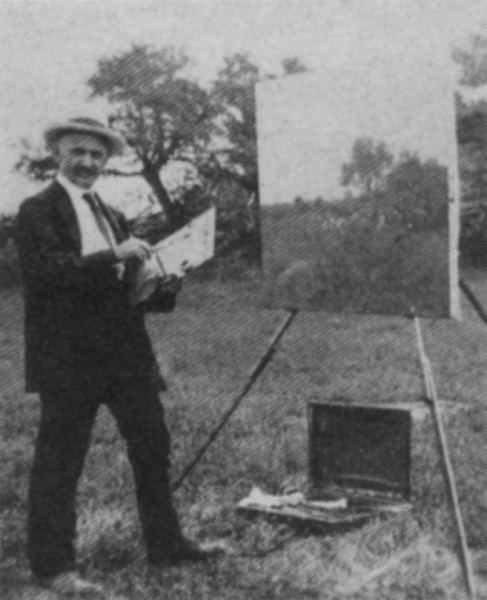
Gruppé aan het werk in Katwijk

Na omzwervingen langs München en Parijs, vestigde Gruppe zich in 1889 in Den Haag. Daar schreef hij zich in bij de Academie van Beeldende Kunsten en kreeg les van Hendrik Willem Mesdag, die hem sterk beïnvloedde. Gruppe leerde opvallend snel goed Nederlands spreken en werd helemaal opgenomen in de groep van de door hem bewonderde schilders van de Haagse School, waaronder Isaac Israëls, Bernard Blommers en Anton Mauve. Hij werd lid van de Haagse kunstenaarsvereniging Pulchri Studio en van Arti et Amicitiae te Amsterdam.
Na 1894 werd Katwijk Gruppes werkterrein, waar hij de raadgevingen van zijn leermeester Mesdag in praktijk bracht. Het vertrek van de vissersvloot, de visafslag op het strand en de op het strand wachtende vrouwen waren er geliefde onderwerpen.
Gruppe werkte ook in Dordrecht, Scheveningen en in de Gooise kunstenaarskolonies te Laren en Blaricum. Hij schilderde er stadsgezichten en landschappen: stemmige polders, slootjes overhuifd door wilgen en boerderijen verscholen in het groen. Tussendoor reisde hij regelmatig naar zijn geboorteland Amerika, vooral ook om zijn werk te verkopen. Veel van zijn schilderijen maken er nog steeds deel uit van particuliere collecties, maar ook belangrijke musea bezitten zijn werk (Detroit Institute of Arts, Smithsonian American Art Museum, Brooklyn Museum). Het Singer Museum in Laren bezit eveneens werk van Gruppe. Gruppe werd gelauwerd met gouden medailles in Parijs (1900, voor ‘’Novemberdag’’) en Rouen en won diverse prijzen op Amerikaanse tentoonstellingen. De Koninklijke familie behoorde tot zijn clientèle.
De familie Gruppé keerde in 1909 definitief terug naar de Verenigde Staten. Aanvankelijk vestigde hij zich in New York en zou hij nog enkele malen afreizen naar Nederland. Van 1913 tot 1929 deelde hij met zijn zoon Emile Albert (1896-1978) een atelier in Rockport en noemde zich toen Gruppé. In die periode schilderde hij veel tonalistische zee- en havengezichten in de regio Cape Ann te Massachusetts. Ook maakte hij op latere leeftijd diverse portretten, voor het eerst in zijn lange schilderscarrière.
Gruppe staat bekend als een groot promotor van Nederlandse schilderkunst in de Verenigde Staten. Hij overleed in 1940, 80 jaar oud.

## 'Hollandse' schilderijen

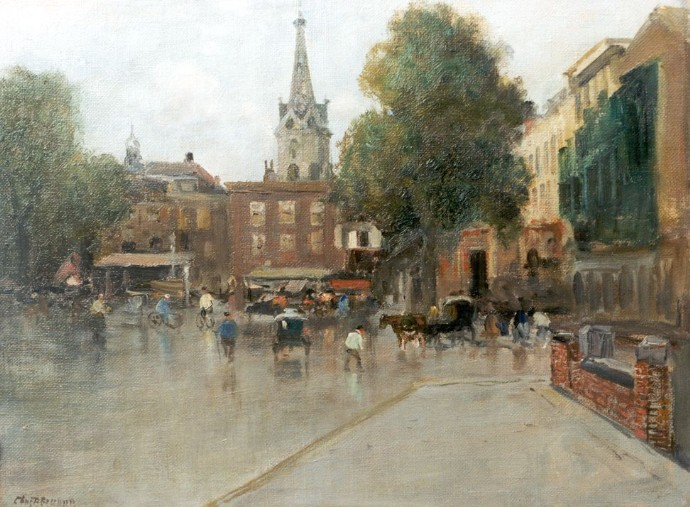
Buitenhof, Den Haag
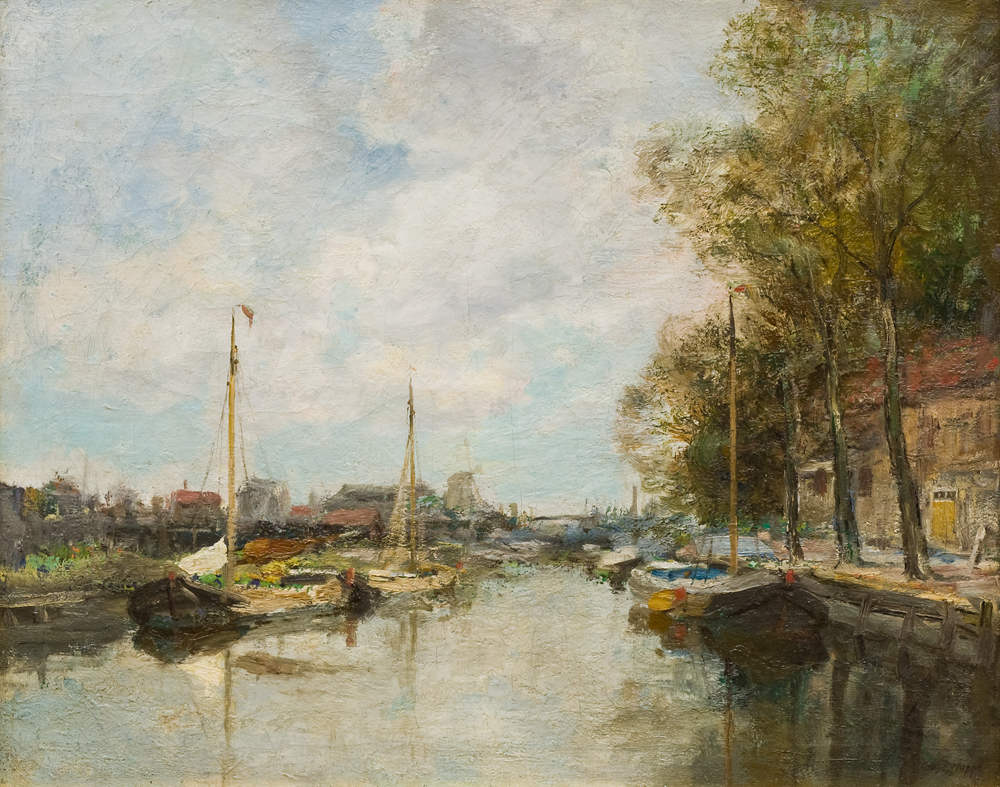
Kanaal bij Den Haag
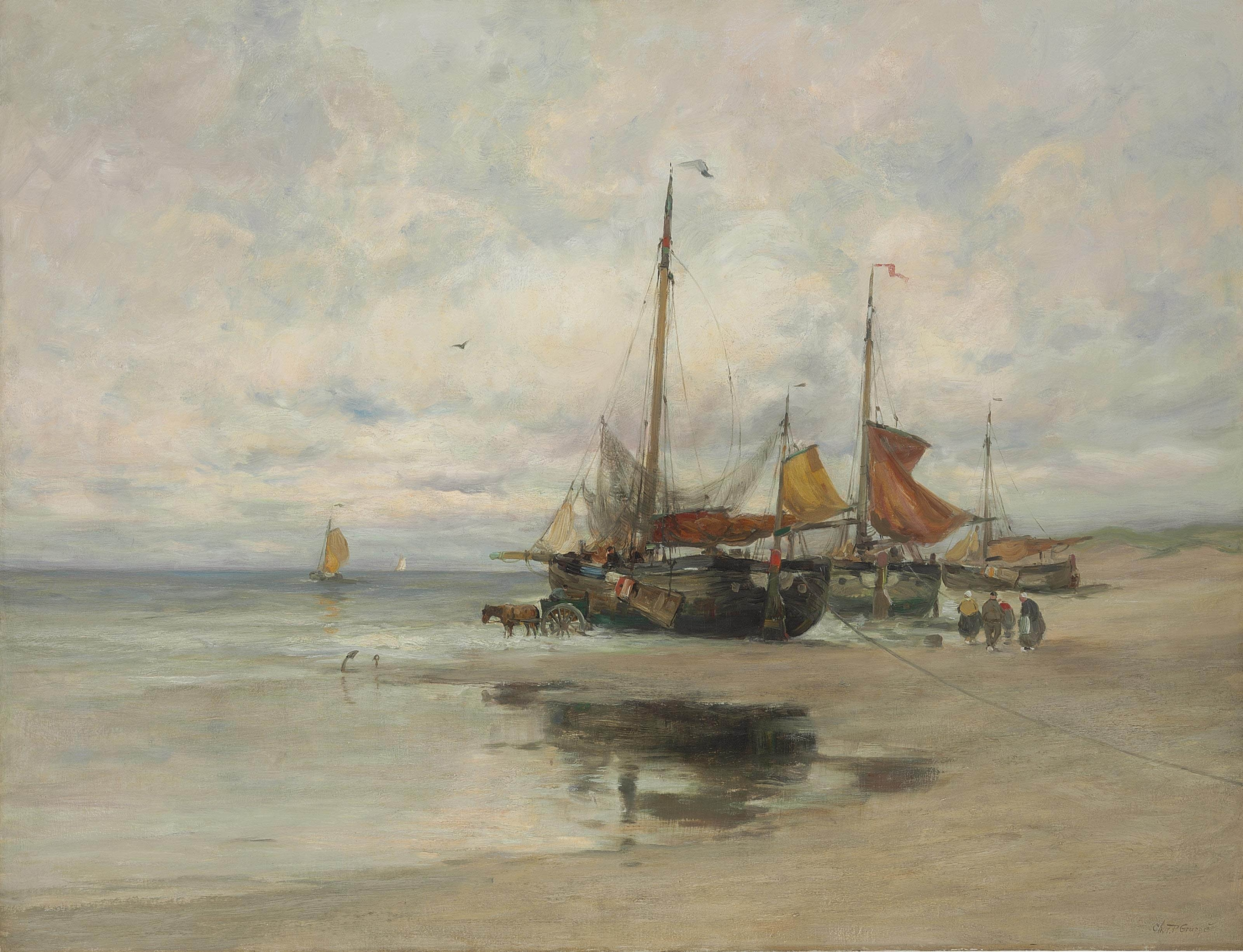
Hollandse vissersboten
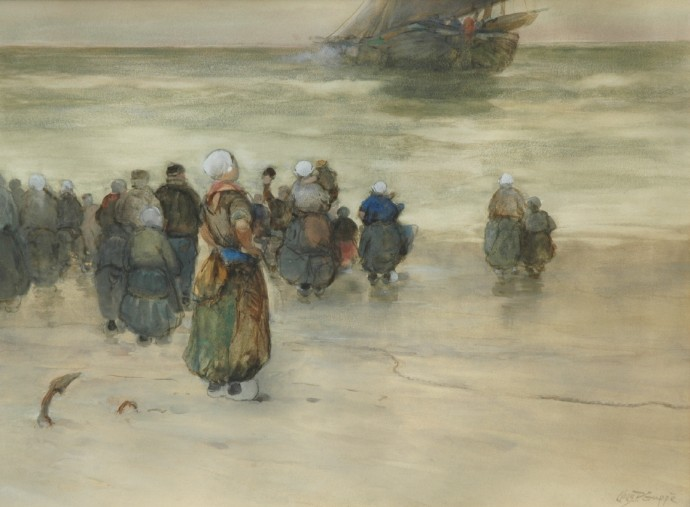
Het uitvaren van een vissersschuit
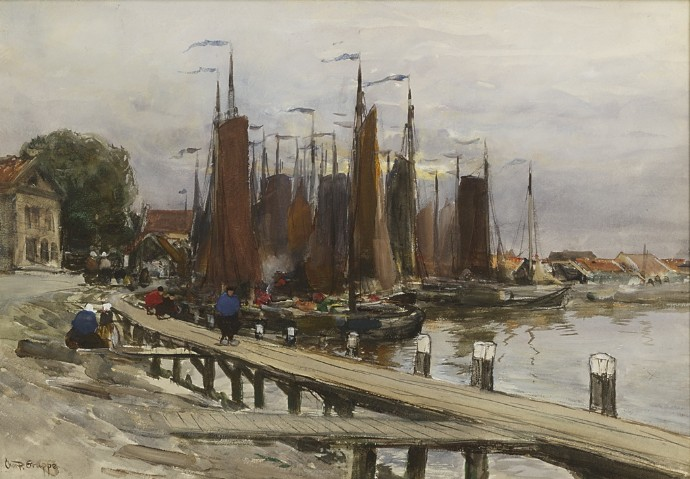
De haven van Volendam
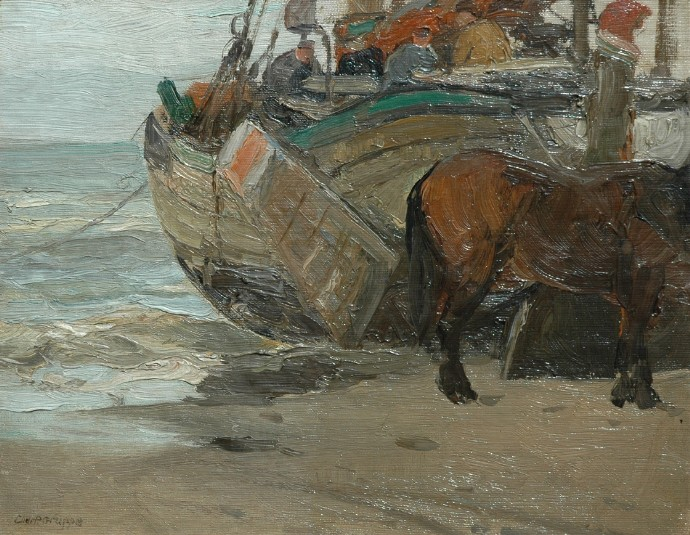
Bomschuit op het strand
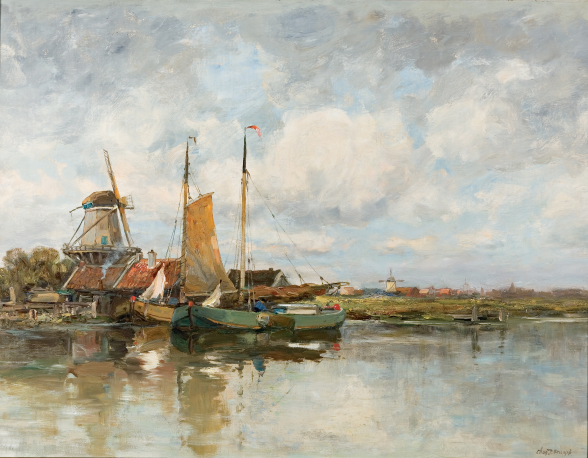
Oktoberlucht, bij Voorburg
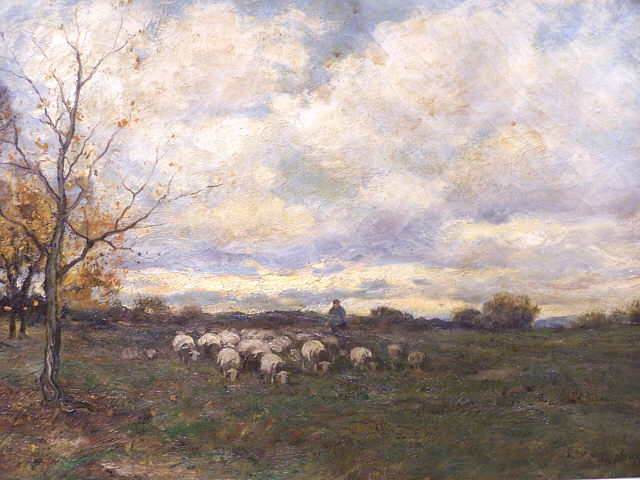
Grazende schapen
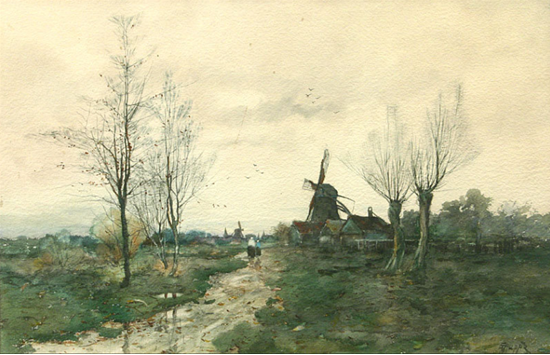
Windmolen
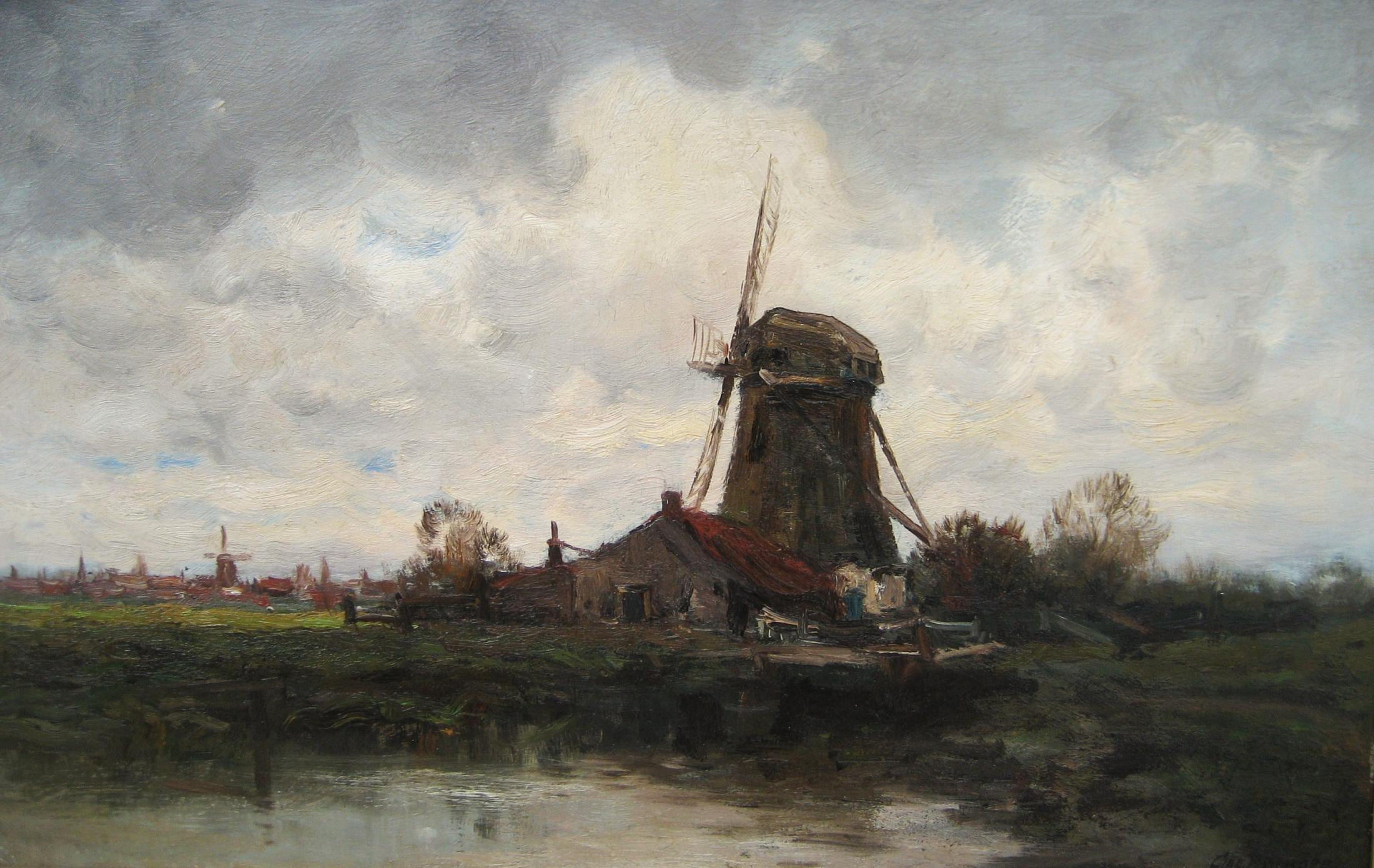
Molen bij het water